# دم‌خاری مرمری
دم‌خاری مرمری (نام علمی: Telacanthura ussheri) گونه‌ای بادخورک از خانواده بادخورکان است. این گونه در آنگولا، بنین، بورکینافاسو، کامرون، جمهوری آفریقای مرکزی، جمهوری کنگو، جمهوری دموکراتیک کنگو، ساحل عاج، گینه استوایی، گابن، گامبیا، غنا، گینه، گینه بیسائو، کنیا، لیبریا، مالاوی، مالی، موزامبیک، نیجر، نیجریه، سنگال، سیرالئون، سومالی، آفریقای جنوبی، تانزانیا، توگو، اوگاندا، زامبیا و زیمبابوه یافت می‌شود.